# Wudzyn
Wudzyn – (niem. Groß Wudschin) wieś w Polsce, położona w województwie kujawsko-pomorskim, w powiecie bydgoskim, w gminie Dobrcz.

## Podział administracyjny
W latach 1975–1998 miejscowość administracyjnie należała do województwa bydgoskiego.

## Demografia
Według danych Urzędu Gminy Dobrcz (XII 2020 r.) miejscowość liczyła 893 mieszkańców.

## Historia

### Od średniowiecza
Od 1307 r. wieś znajdowała się w posiadaniu klasztoru cysterskiego w Byszewie. Nabyli ją wraz z Wudzynkiem od książąt inowrocławskich Przemysława i Kazimierza za 110 grzywien toruńskich. Wiemy także, że w tym czasie leżały one na terytorium Kasztelanii Wyszogrodzkiej. Z tego też roku (1307) pochodzi dokument Gotschalka z Jani, w którym wspólnie z żoną i dziećmi zrzekli się na rzecz klasztoru wszystkich praw jakie oni i ich przodkowie tutaj posiadali. Za zrzeczenie się praw do tych wsi opat byszewski Bertold zapłacił do 150 grzywien. Z dokumentu książąt inowrocławskich Przemysława i Kazimierza z 1310 r. wiemy, że Gotschalk wysuwał jeszcze jakieś pretensje do Wudzyna, który klasztor uważał za integralną część swego majątku. W 1313 r. biskup kujawski Berwald nadał cystersom z Wudzyna i Wudzynka dziesięcinę z ziem uprawnych i nieużytków. Natomiast w 1314 r. nabycie tych wsi zatwierdził klasztorowi książę inowrocławski Leszek. W następnym zaś roku (1315) właściciele Kotomierza – Żyra i jego brat Wojciech ustalili granicę pomiędzy tą wsią a Wudzynem, zatwierdzoną z kolei przez Przemysława i jego potwierdzeniu przez króla Kazimierza Wielkiego w 1353 r. W XV i XVI w. były te wsie nadal w posiadaniu mnichów byszewskich. Początek wsi stanowiła mała osada założona przez drwali leśnych na przydzielonym im terenie i własnoręcznie wykarczowanym. W ten sposób powstały dwie kolonie drewniane, w miejscu których wybudowano następnie budynki z gliny i cegły. 
Nazwa wsi ustalona została ostatecznie w XVII w. i wywodzi się z przybliżonych określeń Woysino, Wozino, Wodzino wywodzących się od wody i woziwody, ponieważ we wczesnym średniowieczu wody oblewały te tereny w 70% od północy, południa i wschodu. Prawdopodobnie wybudowanie pierwszego drewnianego kościoła w Wudzynie nastąpiło w 1292 r. i do XVI w. był on filią kościoła parafialnego w Serocku. Patronką od samego początku była święta Barbara. Na terenie Wudzyna i Wudzynka cystersi wprowadzili nowe formy uprawy roli, hodowli i budownictwa. Benedyktyńskie hasło Ora et laobra (módl się i pracuj) wkrótce zaowocowało powstaniem potężnego latyfundium, obejmującego 40 miejscowości. Większość zabytkowych kościołów powstała w tym regionie z inicjatywy ojców cystersów z Koronowa. 
W roku 1349 Wudzyn leżał po wielkopolskiej stronie na granicy ustanowionej przez księcia Kazimierza i mistrza Henryka Duzmiera między Wielkopolską a dzierżawcami Krzyżakami na Pomorzu. Jak podaje Słownik Królestwa Polskiego i ziem ościennych w XIX w. Wudzyn, wieś leżąca w powiecie bydgoskim ma urząd okręgowy i stanu cywilnego w Żołędowie – Dobrczu, stację kolejową i pocztę w Kotomierzu, szkoły obu wyznań i parafię katolicką w miejscu. Sąd okręgowy w Koronowie. Obszar wsi to 392 hektary i 499 dusz. 
W roku 1846 władze pruskie wydały zarządzenie dotyczące ochrony przeciwpożarowej. Miał być przygotowany budynek do przechowywania urządzeń do gaszenia pożarów. Natomiast jednostka Ochotniczej Straży Pożarnej (OSP) Wudzyn powstała już w wolnej Polsce w latach 30. XX wieku. 

### Okres po I wojnie światowej
Po pierwszej wojnie światowej przez Wudzyn wybudowana została nowa linia kolejowa łącząca Śląsk z Gdynią. Wtedy jednak najbliższy przystanek kolejowy nie był we Wudzynie ale w Stronnie. Była to tzw. kolej francuska, zbudowana przy współfinansowaniu przez rząd francuski. Dopiero po drugiej wojnie światowej przy ogromnym zaangażowaniu społeczeństwa Wudzyna, Wudzynka i Starego Jasińca powstał przystanek kolejowy. Dzisiaj na tym szlaku ustaje ruch kolejowy pociągów towarowych, zamiast zwykłych pociągów osobowych jeżdżą tzw. szynobusy. Spowodowane to jest coraz większą liczbą samochodów. 
Po odzyskaniu niepodległości w 1919 r., po prawie 140-letniej niewoli i germanizacji terenów do szkól wrócił język ojczysty. Do roku 1935 każda z wsi miała swoją szkołę czteroklasową. Z dniem 10 czerwca 1937 zlikwidowano szkołę w Wudzynku, do dzisiaj budynek ten funkcjonuje jako świetlica wiejska z zapleczem kuchennym. Pierwszym kierownikiem połączonych szkól był Leon Dymek, którego uczniowie pamiętają jako wymagającego, ale sprawiedliwego nauczyciela. 
W okresie międzywojennym powstało Kółko Rolnicze zrzeszające większość miejscowych rolników.
Ta zawodowa organizacja rolników wprowadzała nowości w agrotechnice i hodowli. Upowszechniano nowe odmiany zbóż i zaczęto zakładać przydomowe sady drzew owocowych. W okresie II Rzeczypospolitej Polskiej powstało też Towarzystwo Powstańców i Wojaków. Organizacja patriotyczna, skupiająca w swoich szeregach byłych żołnierzy, miała swój sztandar, który istnieje do dzisiaj. Pan Dionizy Rutkowski, którego ojciec był członkiem Towarzystwa z wielką troska poświęcił się odnowieniu tego symbolu historycznego.

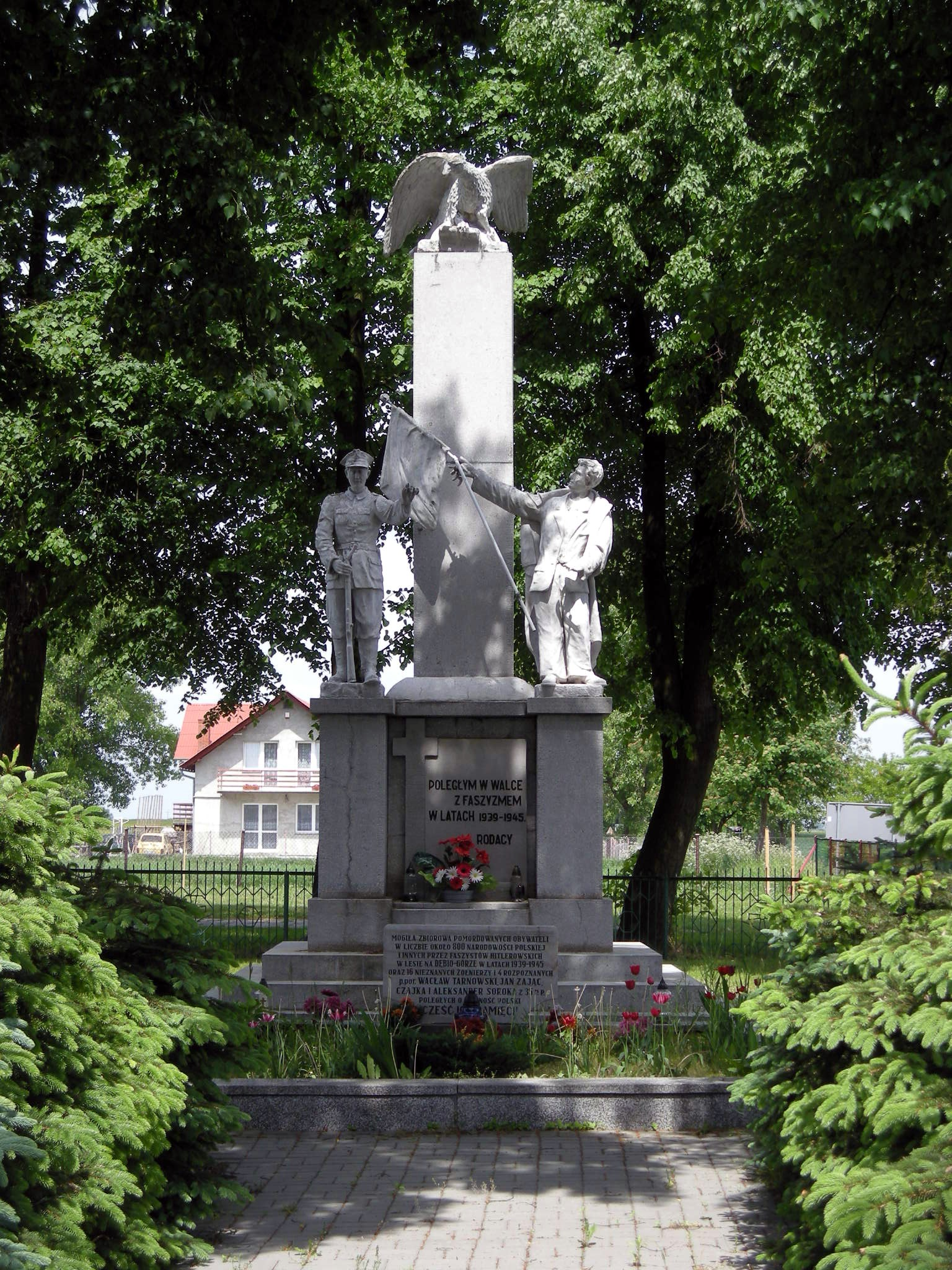
Pomnik pamięci poległych w walce z faszyzmem w latach 1939-1945

### Okres po II wojnie światowej
W okresie 1955–1968 Wudzyn był siedzibą Gromadzkiej Rady Narodowej. W skład tej jednostki administracyjnej wchodziły sołectwa: Wudzynek, Stronno i Stary Jasiniec. Przewodniczącym Gromadzkiej Rady narodowej był długoletni sołtys Wudzynka Jan Dobiesz. W skład zarządu wchodzili: Franciszek Bugajski ze Stronna, Leon Golec z Wudzynka, Franciszek Niemczewski ze Starego Jasińca oraz Henryk Rutkowski z Wudzyna. Sołtysami byli: Tadeusz Bugajski w Stronnie, Konrad Wesołowski w Wudzynku, Alojzy Pipowski w Starym Jasieńcu i Julian Makowski w Wudzynie. Podczas 13-letniego administrowania powstało szereg inwestycji drogowych. W owych latach utwardzono wiele kilometrów dróg gruntowych żużlem przy dużej pomocy społeczeństwa.
W latach 1968–1975 Wudzyn był częścią Gminy Serock, a od 1 lutego 1976 jest częścią Gminy Dobrcz. W latach 70. XX wieku wybudowano nową szkołę, funkcjonowało i dalej działa OSP. Po 1989 r. zwiększono liczbę utwardzonych dróg, praktycznie cała wieś ma drogi szosowe. Działa tutaj przychodnia zdrowia, liczne sklepy spożywcze, stacja paliw, tartaki, klub piłkarski Tartak Wudzyn. Parafii wudzyńskiej przewodzi już wiele lat ks. prałat Antoni Bunikowski.
W miejscowości intensywnie rozwija się budownictwo mieszkaniowe, usytuowane są także tutaj ogródki działkowe, przez co Wudzyn jest także miejscem wypoczynku dla mieszkańców Bydgoszczy. W 2007 r. obchodzono uroczyście 700-lecie pierwszej historycznej wzmianki o Wudzynie. Obecnie Wudzyn staje się coraz bardziej atrakcyjnym miejscem do zamieszkania i wypoczynku. 
Na terenie wsi zlokalizowany jest nieczynny cmentarz ewangelicki.

### Cmentarz wojenny
W Wudzynie znajduje się cmentarz wojenny z pomnikiem. Na cmentarzu zostało pochowanych 4 znanych z nazwiska i 16 niezidentyfikowanych polskich żołnierzy z 35 Pułku Piechoty, poległych w lesie na Dębowej Górze w okolicy Stronna, w dniach 3-4 września 1939, w czasie kampanii wrześniowej. Znajdują się tam też groby około 800 osób, głównie harcerzy z Bydgoszczy, rozstrzelanych przez hitlerowców w tych samych lasach. Pomnik przedstawia Nieznanego Żołnierza.

## Urodzeni w Wudzynie
- Szczepan Jankowski – polski niewidomy kompozytor, organista i dyrygent z kościoła pod wezwaniem Najświętszego Serca Pana Jezusa przy placu Piastowskim w Bydgoszczy[7].